# Copanca, Căușeni
Copanca este un sat din raionul Căușeni, Republica Moldova.
Între Copanca și Leuntea este amplasată Grădina Turcească, o arie protejată din categoria rezervațiilor peisagistice.

## Istorie
Localitatea a fost atestată documentar pentru prima dată în anul 1456, cu numele Corabca:
„Din mila lui Dumnezeu, noi, Petru voievod, domn al Țării Moldovei. Facem cunoscut cu această carte a noastră, tuturor celor care o vor vedea sau o vor auzi, cui îi va fi aceasta de trebuință că am dat și am întărit dania părintelui nostru, sfântrăposatul Alexandru voievod, ca să nu cuteze să se amestece nimeni din dregători noștri și din boierii noștri la iezerul Zagorna, pentru că este dat de înaintașii noștri mănăstiri de la Neamț, și noi, de asemenea, am dat și am întărit cu tot venitul.

Iar hotarul ei să fie în jos pe Nistru, de la Chișinău în jos, până la gura Zagornei, și cu toate gârlele câte cad în Zagorna și în Gârla Voievodului și cu prisaca lui Ivanco și prisaca Zagornei și trei vaduri la Nistru: Havoronea și Corabca și la gura Zagornei, și toate gardurile de nuiele câte se fac în acest hotar...

...

Scris la Neamț, în anul 6964 <1456> martie 1.”
Cu forma actuală a denumirii, satul este menționat în 1527, într-un uric emis de domnul Petru Rareș prin care întărește mănăstiri Neamț, „un sat pe Nistru, la gura Zahornei, anume Copanca, cu gârle și cu iezercane”.
Dicționarul Geografic al Basarabiei de Zamfir Arbore:
Copanca, sat mare, în jud. Bender, volostea Căușenii-Noi, așezat pe partea dreaptă a malului Nistrului, la 17 verste de centrul ocolului, târgușorul Căușenii-Noi. Pozițiunea geografică: 46°43' lat, 27"17' long. La E. de sat se află odaia Valea-Costeci. Împrejurul satului sunt numeroase vii și grădini cu pomi. La 1827 satul era locuit de 141 familii de țărani români, o familie de ruptași, 20 familii de ruteni și 5 de evrei. Astăzi (începutul secolului al XX-lea) satul are 320 case, cu o populațiune de 2098 suflete, din cari români 1693 suflete, restul ruteni, evrei și țigani; o biserică, cu hramul Adormirii; școala elementară; mori de vânt; 1020 vite mari; 144 cai; 460 oi. Țăranii posedă 5100 desetine pământ, în apropiere de sat, pe malurile Nistrului, există încă rămășițe de păduri, care se întind și pe Botna.

## Demografie

### Structura etnică
Structura etnică a localității conform recensământului populației din 2004:
| Grup etnic                                               | Populație | % Procentaj  |
| -------------------------------------------------------- | --------- | ------------ |
| Băștinași declarați Moldoveni Băștinași declarați Români | 3848 6    | 76,76% 0,12% |
| Ruși                                                     | 1031      | 20,57%       |
| Ucraineni                                                | 85        | 1,70%        |
| Găgăuzi                                                  | 13        | 0,26%        |
| Bulgari                                                  | 8         | 0,16%        |
| Țigani                                                   | 1         | 0,02%        |
| Alții                                                    | 21        | 0,42%        |
| Total                                                    | 5013      |              |

## Administrație și politică
Componența Consiliului local Copanca (13 consilieri), ales la 5 noiembrie 2023, este următoarea:
|  | Partid                                       | Consilieri | Componență | Componență | Componență | Componență | Componență | Componență | Componență | Componență | Componență | Componență |
|  | -------------------------------------------- | ---------- | ---------- | ---------- | ---------- | ---------- | ---------- | ---------- | ---------- | ---------- | ---------- | ---------- |
|  | Partidul Socialiștilor din Republica Moldova | 10         |            |            |            |            |            |            |            |            |            |            |
|  | Partidul Acțiune și Solidaritate             | 1          |            |            |            |            |            |            |            |            |            |            |
|  | Candidat independent ION GOGU                | 1          |            |            |            |            |            |            |            |            |            |            |
|  | Partidul Social Democrat European            | 1          |            |            |            |            |            |            |            |            |            |            |

## Personalități

### Născuți în Copanca
- Grigore Chiper (n. 1959), poet, prozator, eseist și traducător
- Anatolie Donoi (1962–1982), militar sovietic moldovean
- Maria Pancu (n. 1960), deputat in Parlamentul Republicii Moldova de legislatura a XI-a